# Nipaleyrodes elongata
Nipaleyrodes elongata es un hemíptero de la familia Aleyrodidae, con una subfamilia: Aleyrodinae.
Nipaleyrodes elongata fue descrita científicamente por primera vez por Takahashi en 1951.